# Пасенади

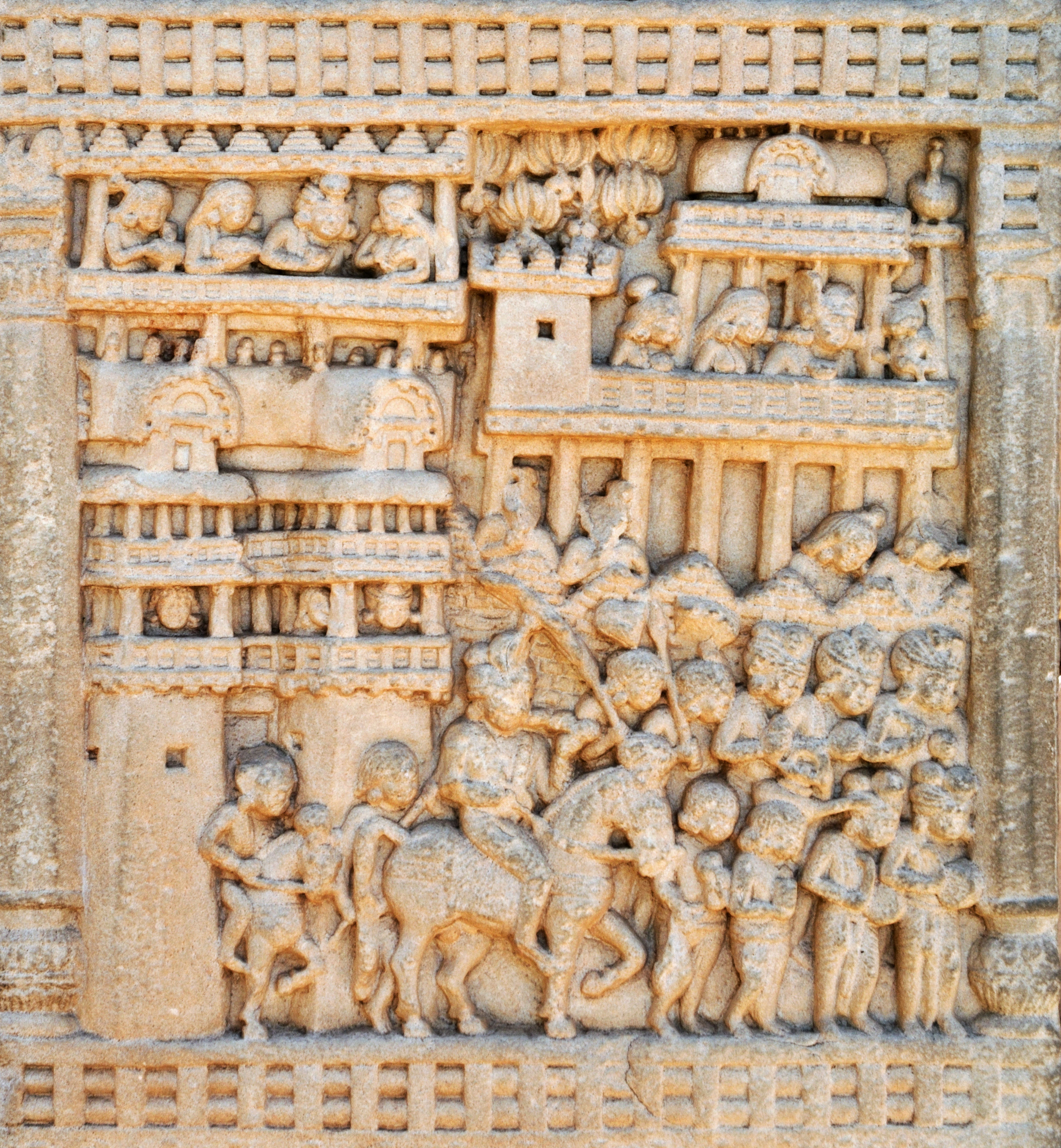
Шествие Прасенаджита из Кошалы в Шравасти навстречу Будде. Санчи.

Пасенади (санскр. Prasenajit) (ок. VI века до н. э.) был правителем Кошалы. Столицей царства был город Саваттхи. Сменил на престоле IAST: Sanjaya Mahākosala. Он был выдающимся мирским последователем Гаутамы Будды и построил для него множество монастырей. В Палийском каноне беседам Будды и Пасенади посвящена целая глава Косала Саньютта СН3. 

## Жизнь
В молодости Пасенади обучался в Таксиле. Он был царём Косалы (современный Ауд или Авад). Первой женой была принцесса Магадхи. Второй женой стала Васабхакхаттия, дочь рабыни от представителя клана Шакьев Маханамы. От этого брака у него родились сын Видудабха и дочь принцесса Ваджира, которая стала женой Аджаташатру (пали Ajātasattu). Его третьей и главной женой была Маллика, дочь главного изготовителя гирлянд. Пасенади выдал свою сестру Косала Деви замуж за царя Бимбисару. С Буддой Пасенади познакомила его жена Маллика.
Сын Пасенади случайно узнал о своём низком происхождении, посетив родственников, и поклялся отомстить им, поскольку они обманом отдали её в жёны Пасенади. Чтобы доказать, что она благородного происхождения, царских гонцов заставили поверить, что она ела с одного блюда со своим отцом, Маханамой.  
У Пасенади был генерал Бандхула. Опасаясь предательства, царь умертвил генерала и его сыновей, назначив генералом племянника Бандхулы Дигха Караяну. Трагические события произошли вскоре после встречи Пасенади с Буддой. Когда Пасенади в следующий раз отправился на встречу с Буддой, Дигха Караяна подумал, что пришёл его черёд. Перед тем, как войти в хижину Будды, Пасенади отдал Дигха Караяне меч и царский тюрбан. С царскими регалиями генерал поспешил в столицу, и возвёл на трон сына Пасенади Видудабху. Пасенади отправился в Магадху, чтобы попросить Аджаташатру помочь ему вернуть трон. Но, не успев встретиться с ним, Пасенади умер перед воротами Раджагахи, вероятно, от непогоды. Этот визит Пасенади к Будде описан в Дхаммачетия сутте МН 89.   
Пасенади наследовал его сын Видудабха. Пураны вместо Видудабхи упоминают в качестве преемника имя Кудрака.   